# Da unten im Himmel
Da unten im Himmel ist ein deutscher Spielfilm von Felix Schäfer aus dem Jahr 2019.

## Handlung
Die dunkle Komödie Da unten im Himmel erzählt die Geschichte von sechs Männern, die ahnungslos einer Einladung zu einer Party folgen. Die Männer, die vom Alter bis zum Glauben nicht unterschiedlicher sein könnten, kennen sich zum Teil und wissen dennoch nicht, wer der Initiator des Treffens ist. Die Türe schließt sich hinter ihnen, und sie sind eingesperrt. Keiner weiß, wie und ob sie wieder rauskommen.
Durch eine schriftliche Nachricht erfahren sie, dass sie Teil einer therapeutischen Intervention sind und hierfür Aufgaben erfüllen müssen, um eine Chance auf Wiedererlangung ihrer Freiheit zu erhalten. Das Ausführen oder Verweigern der Aufgaben wird durch eine Kamera überwacht. Widerstand scheint zwecklos, und die Suche jedes Einzelnen, nach seiner Identität und Position in der Gruppe und gleichzeitig in der heutigen Gesellschaft beginnt.
Durch die Enge des Raumes und verschiedenste Lebensstile, die von „Start Up Mogul“ bis zu „Wahlobdachloser“ reichen, kommt es immer wieder zu Konflikten. Vor allem weit auseinander klaffende Vorstellungen von Männlichkeit prallen aufeinander. Ist der Mann ein testosterongesteuertes Monster oder ein Sklave des national historischen Konstrukts von Männlichkeit? Alle sechs Männer brechen nach und nach auf und kommen an die Grenzen ihrer Transparenz. Doch genau darauf zielt die Intervention ab. Die Männer müssen sich öffnen und ihre Probleme darlegen um eine Chance auf Freiheit zu erlangen. Die Frage, ob sie dazu den Mut finden, bleibt bis zum Schluss offen.

## Hintergrund
Da unten im Himmel ist ein Kammerspiel und wurde als Low-Budget-Film für Online- und Streamingdienste produziert.

## Kritiken
„Felix Schaefer (sic!) [schickt] den Zuschauer in seinem Film“ „Hinab in die Tiefen des Mannseins.“ „Das ist nicht verbissen, nicht todernst, aber überhaupt nicht oberflächlich noch billig flachsend.“ „Der Film trägt den Keim zu einem neuen, spannenden deutschen Kino in sich, dem eine radikale Weiterentwicklung zu wünschen wäre; ein Kino, das dem Menschen nachforscht und nicht ihn Themen illustrierend doziert.“
Der Regisseur und Buchautor kam auf die Idee zu dem Film, da er, wie er selber sagte: „den Umgang mit der Geschlechterfrage im Moment sehr interessant“ fand. „Was und wer ist denn ein Mann? Der Film gibt da bestimmt keine konkrete Antwort, aber man kann 6 Männer beobachten, die sich mit sich selbst beschäftigen.“ So fand er den Keller als Ort der Handlung sehr passend. „Es gibt keine Auswege, man kann sich nicht von sich selbst ablenken, und man ist ausserdem mal abgeschottet von der Welt.“